# Керулен
Керуле́н (Керулэн, монг. Хэрлэн гол, кит. трад. 克鲁伦河, пиньинь Kèlǔlún Hé, палл. Кэлулуньхэ) — река в Монголии и Китае, основная питающая река озера Далайнор. Длина реки составляет 1264 км, из них 1090 км в Монголии. Площадь бассейна — 116 400 км².
Исток находится на юго-восточных склонах гор Хэнтэй, близ Бурхан-Халдуна. Впадает в озеро Далайнор.

## Течение

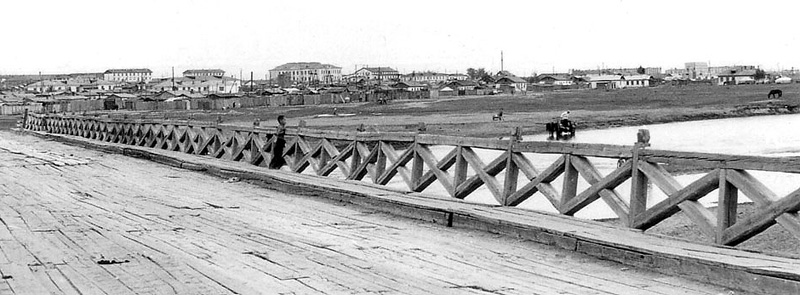
Мост через Керулен (фото 1972 года)

Протекает по аймакам Хэнтий, Туве, Сухэ-Батор (образует административную границу), Дорнод в Монголии и по Внутренней Монголии в Китае. На реке расположен четвёртый по величине город Монголии Чойбалсан.
Ледостав с ноября по апрель, во многих местах перемерзает.

## Фауна
Река богата такой рыбой как таймень, сазан, сом.